# Stormy Weather
Stormy Weather (bra Tempestade de Ritmo) é um filme musical americano dirigido por Andrew L. Stone e lançado em 1943 e estrelado por Lena Horne, Bill Robinson, Fats Waller, Cab Calloway, Dooley Wilson e Fayard Nicholas.